# 병뚜껑

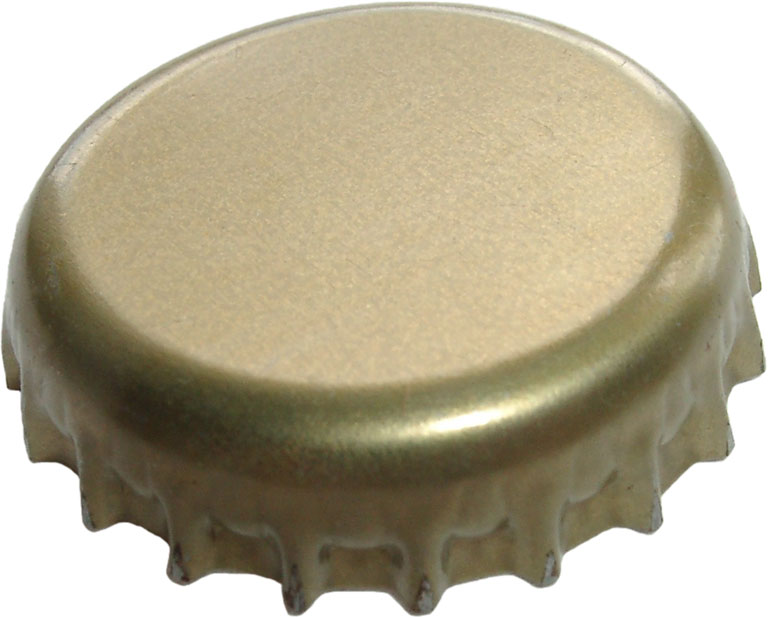
병뚜껑의 외부.

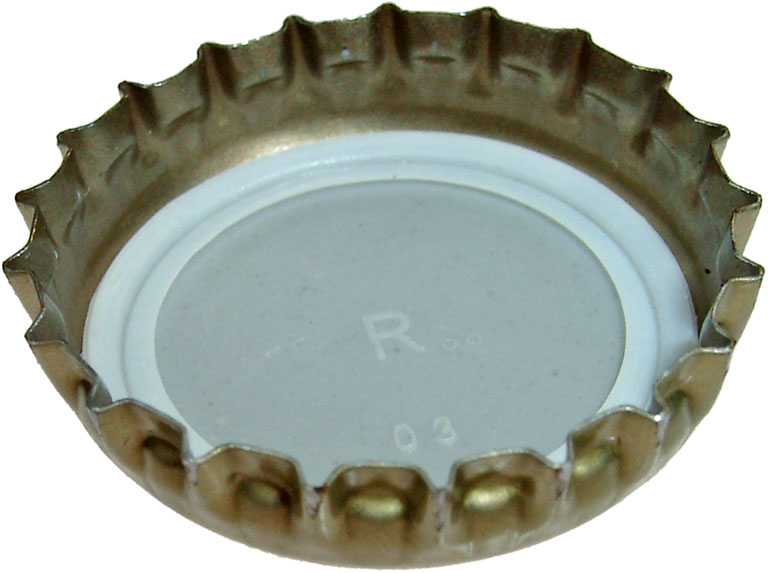
병뚜껑의 내부.

병뚜껑(영어: Bottle Cap)는 병의 입구를 덮거나 막는 물건이다. 병뚜껑의 톱니 개수는 21개로, 이는 세계규격으로 정해져 있다. 병뚜껑은 병의 상단 개구부를 위한 마개이다. 캡에는 콘텐츠 브랜드의 로고가 화려하게 장식되기도 한다. 플라스틱 캡은 플라스틱 병에 사용되는 반면, 플라스틱 뒷면이 있는 금속은 유리에 사용된다. 플라스틱 캡은 일반적으로 폴리에틸렌이나 폴리프로필렌으로 만들어지는 반면, 금속 캡은 일반적으로 강철이나 알루미늄으로 만들어진다. 플라스틱 캡에는 주입구가 있을 수 있다. 플래퍼 마개와 같은 플립탑 캡은 건조 제품의 공급을 통제한다. 플라스틱 병용 캡은 종종 병과 다른 유형의 플라스틱으로 만들어진다.
코르크는 병 상단을 덮는 또 다른 유형의 마개이다.

## 같이 보기
- 원터치 캔